# Around the World (canção de Monkey Majik)
Around the World é o segundo single da banda de J-rock Monkey Majik.
A canção é tema da série e do filme Saiyuki

## Faixas (Single)
1. Around The World
2. Falling
3. everyone

## Desempenho nas Paradas Musicais
O single alcançou a posição #4 da Oricon (parada musical semanal), e permaneceu na  parada musical por 13 semanas.
| Lançamento | Single             | Notas/Observações                                                                              | Desempenho em Paradas Musicais | Desempenho em Paradas Musicais | Desempenho em Paradas Musicais | Vendas Oricon | Álbum     |
| Lançamento | Single             | Notas/Observações                                                                              | Oricon Singles Charts          | Billboard Japan Hot 100†       | RIAJ digital tracks†           | Vendas Oricon | Álbum     |
| ---------- | ------------------ | ---------------------------------------------------------------------------------------------- | ------------------------------ | ------------------------------ | ------------------------------ | ------------- | --------- |
| 2006       | "Around the World" | 2× platina- ringtones Platina - cellphone downloads Ouro - PC downloads Ouro - cópias físicas. | 4                              | —                              | —                              | 164,000       | Thank You |

### Desempenho e Vendas Semanal
| Desempenho Semanal | Vendas |
| ------------------ | ------ |
| 4                  | 47.264 |
| 4                  | 26.466 |
| 4                  | 28.812 |
| 9                  | 18.510 |
| 7                  | 16.623 |
| 11                 | 11.598 |
| 16                 | 5.922  |
| 28                 | 3.286  |
| 47                 | 2.274  |
| x                  | 1.247  |
| 75                 | 1.202  |
| 134                | 626    |
| 143                | 469    |

- Total vendido: 164.299 (62o single mais vendido do ano).